# روبن كولب
روبن كولب (بالإنجليزية: Reuben Kolb)‏ هو فلاح أمريكي، ولد في 1839 في يوفولا في الولايات المتحدة، وتوفي في 1918.